# Blaignan-Prignac
Blaignan-Prignac község Franciaország Új-Aquitania régiójában, Gironde megyében. Új községként 2019. január 1-jén jött létre Blaignan és Prignac-en-Médoc korábbi község egyesítésével. 
Az egyesüléskor az új község lélekszáma 472 fő lett. Lakosainak száma 449 fő (2022. január 1.).

## Népesség
| Lakosok száma | 469  | 466  | 464  | 459  | 454  | 449  |
|               | 2017 | 2018 | 2019 | 2020 | 2021 | 2022 |